# شهرستان بش‌اریق
ناحیهٔ بش‌اریق (به ازبکی: Beshariq District) یک ناحیه در ازبکستان است که در ولایت فرغانه واقع شده‌است. ناحیه بش‌اریق ۷۷۰ کیلومتر مربع مساحت و ۱۷۵٬۹۰۰ نفر جمعیت دارد.